# De Bello Gallico

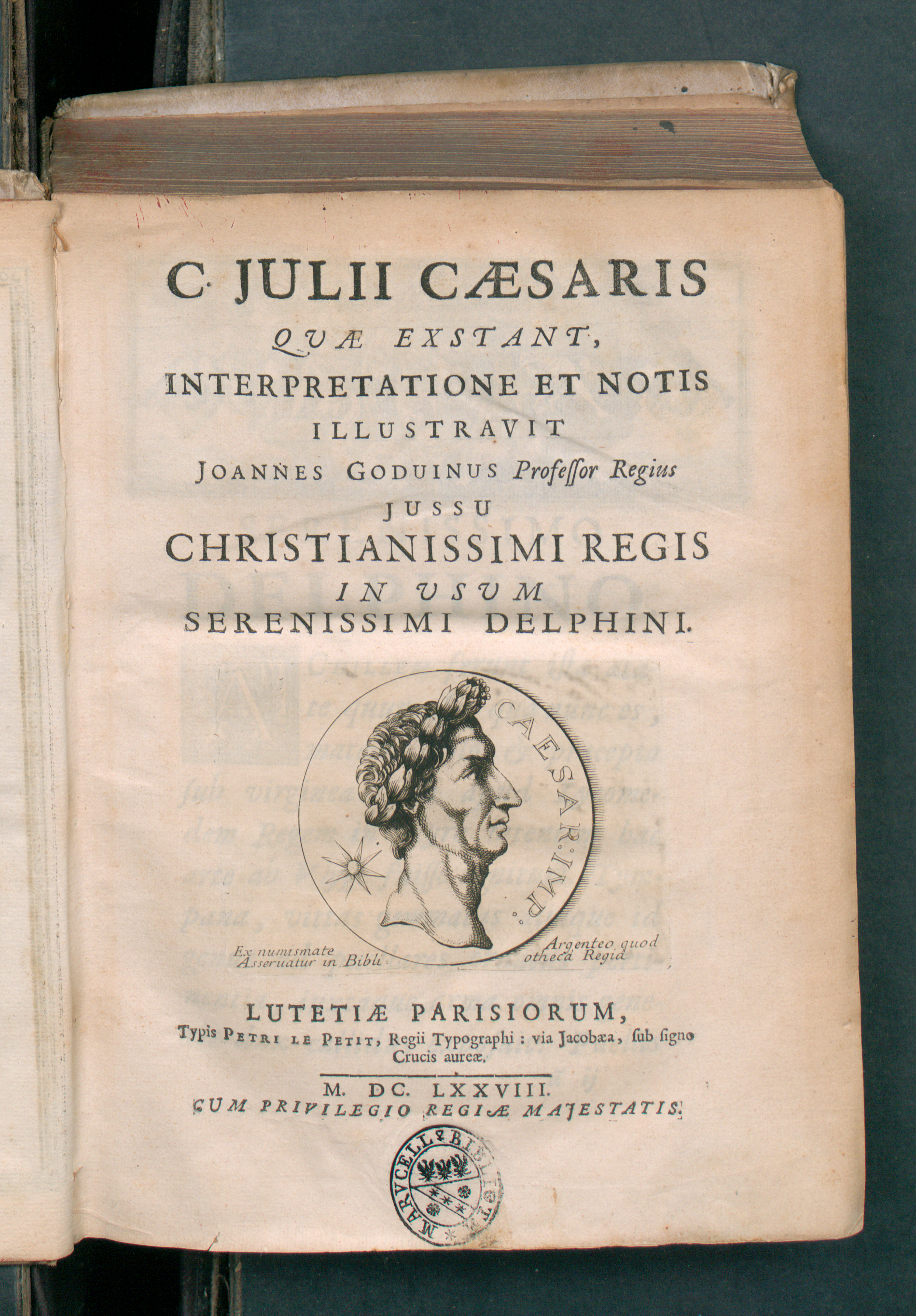
C. Iulii Caesaris quae extant, 1678

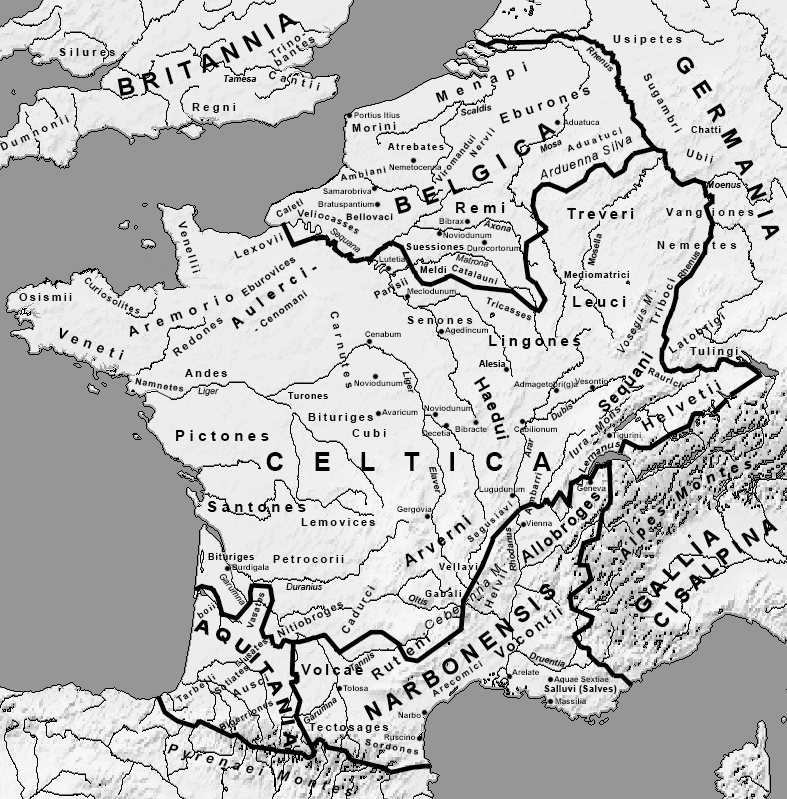
Karta över Gallien vid Caesars tid.

Commentarii De Bello Gallico (latin för "Kommentarer om det galliska kriget") är de sju böcker som den romerske krigsherren Julius Caesar författade om sin verksamhet under gallerkriget år 58 f.Kr. till 52 f.Kr.

## Bakgrund
År 59 f.Kr. blev Julius Caesar konsul och ingick i det första triumviratet tillsammans med Pompejus och Crassus. Efter att konsuln över Gallien plötsligt dött, lyckades Caesar genom en propagandakampanj bli ståthållare och befälhavare över tre legioner för de romerska provinserna Gallia Cisalpina och Illyrien. 58 f.Kr. inledde han invasionen av det galliska kärnlandet för att motverka oroligheterna som där uppstått. Konsuluppdraget skulle vara i fem år, men blev ytterligare förlängt. Under åtta års tid kämpade han och hans trupper i Gallien och invaderade även Britannien.

## Om verket
Ordet commentarii, som betyder närmast "minnesanteckningar" eller "redogörelse", i titeln ska uppfattas som att Caesar inte hade några ambitioner som historieskrivare, utan verket är främst skrivet för att utgöra ett underlag till en framtida litterär bearbetning. Språket i böckerna är torrt, stramt och sakligt, Caesar beskriver genomgående sig själv i tredje person. Verket är högt uppskattat för sitt stilistiskt rena språkbruk och detaljrikedom i texten. Under flera århundraden har verket ofta använts som en av de första autentiska texterna vid undervisning i latin.
Även om böckerna i sak uppehåller sig kring de militära detaljerna, ger han i den sjätte boken intressanta beskrivningar av folk och länder som dyker upp längs hans fälttåg, och då även skildringar av deras seder, religioner, stammar och karaktär, vilket är den grundläggande, i och för sig diskutabla, kunskapen om dessa folk vi över huvud taget har idag.
Texterna har översatts till svenska flera gånger. Den senast publicerade är av Åke Fridh och utkom 1963. Georg Scheutz utgåva från 1828 fungerade länge som lärobok i latin. I denna utgåva är originaltexten från alla de sju böckerna presenterad parallellt med översättningen och första boken är matchad ord för ord enligt den Hamiltonska pedagogiken.

### Exempel
Gallia est omnis divisa in partes tres, quarum unam incolunt Belgae, aliam Aquitani, tertiam qui ipsorum lingua Celtae, nostra Galli appellantur.
"Gallien är i sin helhet delat i tre delar, av vilka belgarna bebor en, akvitanerna en annan, den tredje de som på sitt eget språk kallas kelter, på vårt galler." (översättning Tore Jansson)